# Subarna Prabha Devi
Subarna Prabha Devi, född 1779, var drottning av Nepal som gift med kung Rana Bahadur Shah.
Hon var Nepals regent som förmyndare för sin styvsonkung Girvan Yuddha Bikram Shah 1802-1806. 
Hennes make abdikerade år 1799, och lämnade därefter landet. Maken återvände till landet och tog kontroll över sin sons förmyndarregering. År 1806 mördade Sher Bahadur Shah hennes man, exkung Rana Bahadur Shah. Efter mordet tvingade Sher Bahadur Shah alla exkungens hustrur och konkubiner att begå sati med två undantag: exkungens yngsta änka Tripurasundari, som var tolv år gammal, utsågs nominellt till nästa förmyndarregent för barnakungen. Det är känt att även Subarna Prabha Devi undantogs från sati-tvånget, men det är inte känt vad som skedde med henne efter det, utöver att hon förlorade sin plats i regeringen. 